# John Milne
John Milne (30. prosince 1850 Liverpool – 31. července 1913, Isle of Wight) byl anglický geolog a důlní inženýr, který je považován za vynálezce kyvadlového seismografu.

## Život
John Milne byl jediným dítětem svých rodičů. Studoval na King's College a Royal School of Mines v Londýně.
V letních obdobích let 1873 a 1874 jej jako důlního inženýra najal Cyrus West Field, aby prozkoumal Newfoundland a Labrador z hlediska možnosti těžby uhlí a minerálů. V této době napsal článek, který se zabýval vzájemným působením ledu a skal. V dalším článku se zabýval alkou velkou, která byla tři desítky let předtím definitivně vyhubena. Později zkoumal také geologii Sinajského poloostrova.
V letech 1875–1895 žil v Japonsku, kde pracoval jako odborný poradce a profesor v Tokiu. Poté, co oblast kolem Jokohamy postihlo silné zemětřesení, začal tento jev zkoumat spolu s dalšími v Japonsku žijícími britskými vědci Jamesem Alfredem Ewingem a Thomasem Grayem. Ačkoli pracovali v týmu, je právě Milne považován za vynálezce kyvadlového seismografu.
V únoru 1895 zničil jeho dům, knihovnu i mnoho nástrojů požár. Milne se několik měsíců poté rozhodl vrátit i se svou japonskou manželkou do Anglie, kde se usadil na ostrově Wight. Ještě předtím jej v Japonsku císař Meidži vyznamenal Řádem vycházejícího slunce III. třídy.
V roce 1887 byl zvolen členem Královské společnosti.
Zemřel ve věku 62 let na Brightovu nemoc.